# Vanzone con San Carlo
Vanzone con San Carlo là một đô thị ở tỉnh Verbano-Cusio-Ossola trong vùng Piedmont của Italia, có cự ly khoảng 100 km về phía đông bắc của Torino và khoảng 35 km về phía tây của Verbania. Tại thời điểm ngày 31 tháng 12 năm 2004, đô thị này có dân số 482 người và diện tích là 16,2 km².
Đô thị Vanzone con San Carlo có các frazioni (đơn vị cấp dưới, chủ yếu là các làng) Roletto, Ronchi Dentro, Ronchi Fuori, Valeggio, và Croppo.
Vanzone con San Carlo giáp các đô thị: Antrona Schieranco, Bannio Anzino, Calasca-Castiglione, Ceppo Morelli.